# Passiflora cinnabarina
Passiflora cinnabarina là một loài thực vật có hoa trong họ Lạc tiên. Loài này được (Lindl.) Van Houtte mô tả khoa học đầu tiên năm 1867.